# Torre de comunicaciones de Montjuic
Torre de comunicaciones de Montjuic (katalánsky: Torre de comunicacions de Montjuïc, doslova "Komunikační věž Montjuic") nebo Torre Telefónica ("věž Telefónica") je telekomunikační věž v Barceloně. Nachází se na vrchu Montjuic. Jejím architektem byl Santiago Calatrava.
Tato telekomunikační věž patří v Barceloně mezi vrcholná a novátorská díla architekta Santiaga Calatravy. Je umístěna v sousedství Palau Sant Jordi, stavby, kterou navrhl Arata Isozaki v Olympijském parku. Oba objekty byly postaveny při příležitosti Olympijských her, které se v Barceloně uskutečnily v roce 1992. 
Telekomunikační věž Montuic je 136 m vysoká. Navržena a postavena byla pro společnost Telefónica na přenos televizního zpravodajství během Olympijských her. Její výstavba začala v roce 1989 a dokončena byla o tři roky později. Jako materiál zde byla použita ocel. Santiago, podobně jako u jiných svých staveb, se inspiroval lidským tělem. Celá věž je nakloněná vertikálně převislá konstrukce, ve vrchní části ukončená půlkruhovým prvkem, na kterém je uprostřed umístěna anténa pro přenos signálu. I když tato stavba může připomínat kopii jiné stavby, ve skutečnosti do ní Calatrava vložil svou vlastní myšlenku. Tvarem věže chtěl vyjádřit klečící postavu atleta, který zvedá nad hlavu pochodeň s olympijským ohněm. Díky své orientaci funguje konstrukce věže také jako obrovské sluneční hodiny. Vrhá stín na kruhovou plošinu, která je pokryta lámanými dlaždicemi. Calatrava zde použil Gaudího mozaikovou techniku.